# Historia Uniwersytetu Wrocławskiego

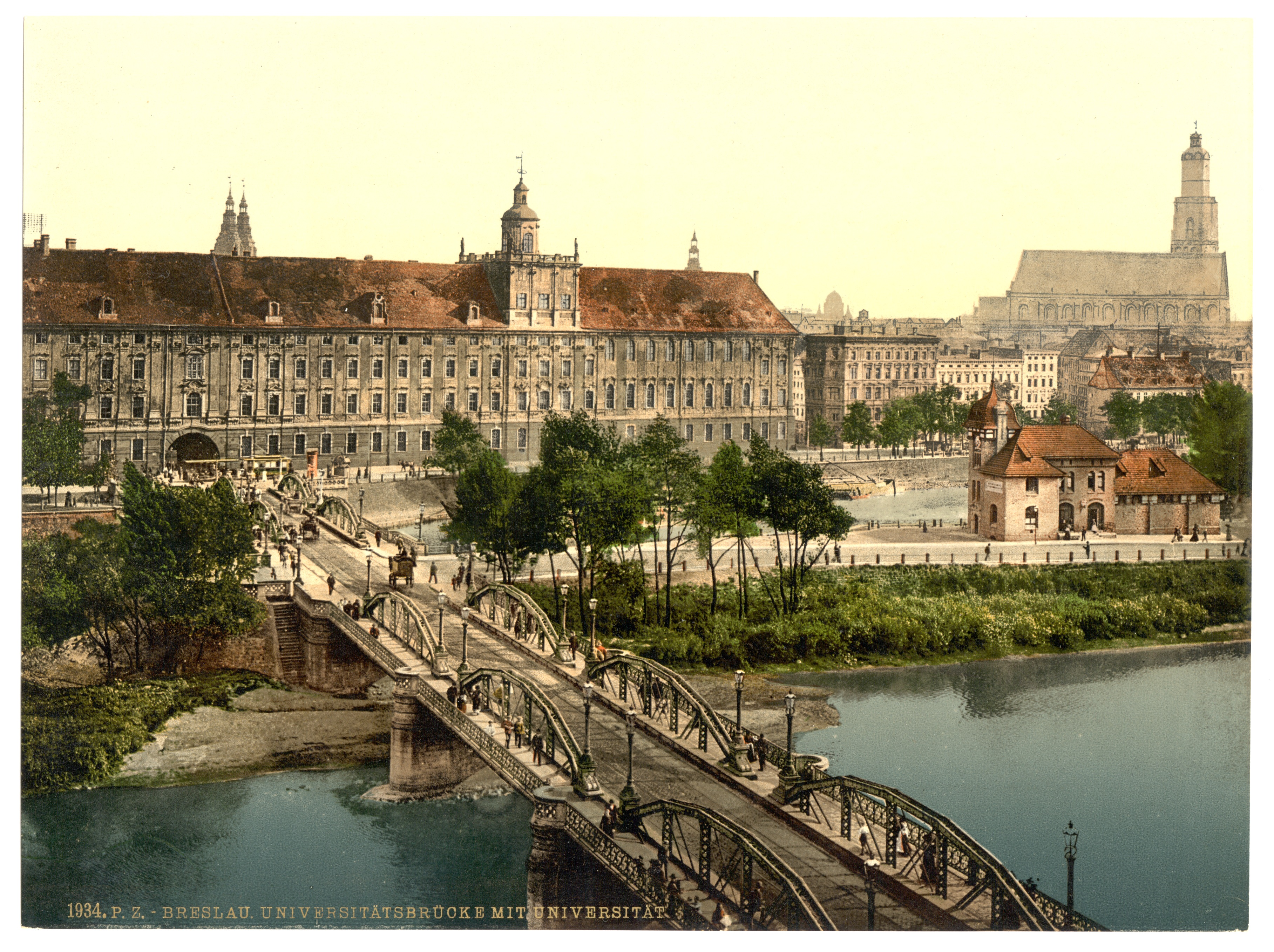
Główny gmach uniwersytetu w XX wieku

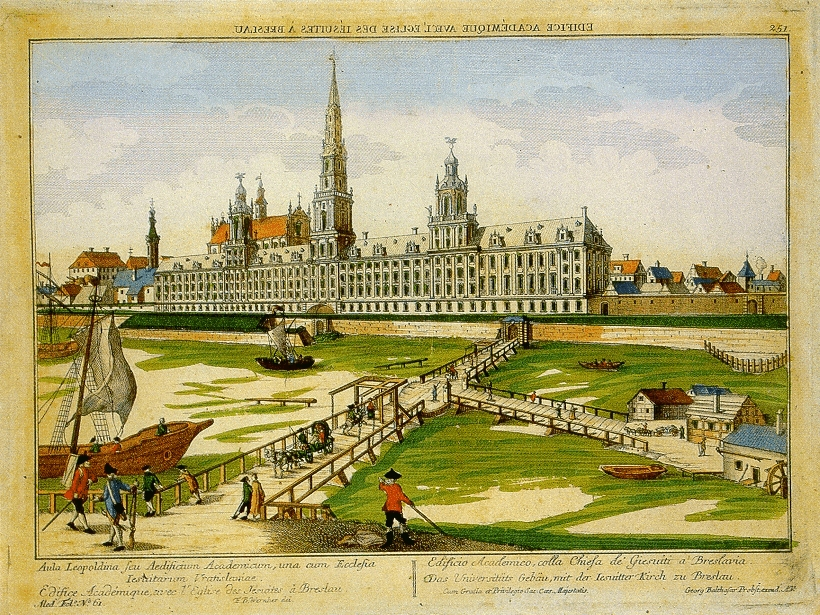
Niezrealizowany w całości projekt gmachu Akademii Leopoldyńskiej z kościołem Jezuitów. Akwaforta G. B. Probsta według rysunku F. B. Wernera, 1726

Historia Uniwersytetu Wrocławskiego – dzieje pierwszej uczelni we Wrocławiu, jaką jest Uniwersytet Wrocławski sięgają początków XVIII wieku, chociaż genezy tej szkoły wyższej należy dopatrywać się już w początkach XVI wieku, kiedy to podjęto tu nieudaną próbę powołania wyższej uczelni, a we Frankfurcie nad Odrą utworzono czterowydziałowy uniwersytet, przeniesiony w XIX wieku do nadodrzańskiej metropolii.
Współcześnie Uniwersytet Wrocławski jest jednym z osiemnastu państwowych uniwersytetów w Polsce. W jego ramach znajduje się 12 wydziałów. Kształci się na nim według stanu na 2011 rok łącznie 31 557 studentów, w tym 20 307 na studiach dziennych, 11 250 na studiach zaocznych oraz 1529 doktorantów.

## Uczelnie-protoplaści

### Próba założenia uniwersytetu we Wrocławiu w XVI wieku
Jedna z pierwszych prób założenia uniwersytetu na Dolnym Śląsku miała miejsce w 1505 roku, kiedy to król Czech i Węgier Władysław II Jagiellończyk podpisał w Budzie akt fundacyjny Generale Litterarum Gymnasium, co oznaczało pełną uczelnię uniwersytecką, obejmującą wydziały teologii, prawa, medycyny oraz filozofii. Wola królewska nie została jednak zrealizowana, w wyniku sprzeciwu papieża Juliusza II.
Od początków edukacji uniwersyteckiej w Europie uniwersytety były tworzone przez lokalne struktury Kościoła rzymskokatolickiego we współpracy z władzami królewskimi i przy aprobacie Stolicy Apostolskiej. Działo się tak dlatego, że odpowiednio wykształceni wykładowcy i profesorowie byli, z bardzo nielicznymi wyjątkami, ludźmi Kościoła. Władze świeckie, co dotyczyło również ówczesnej wrocławskiej Rady Miejskiej, wprawdzie wsparły inicjatywę króla, lecz nie zadbały o należyte materialne zabezpieczenie nowej uczelni. Poza tym poczynione przygotowania naruszały prawo kanoniczne oraz godziły w autonomię papieża. Z tych powodów papież Juliusz II dwukrotnie odmówił swej zgody i inicjatywa nie doszła do skutku.

### Akademia Leopoldyńska (Leopoldina) we Wrocławiu (1702–1811)

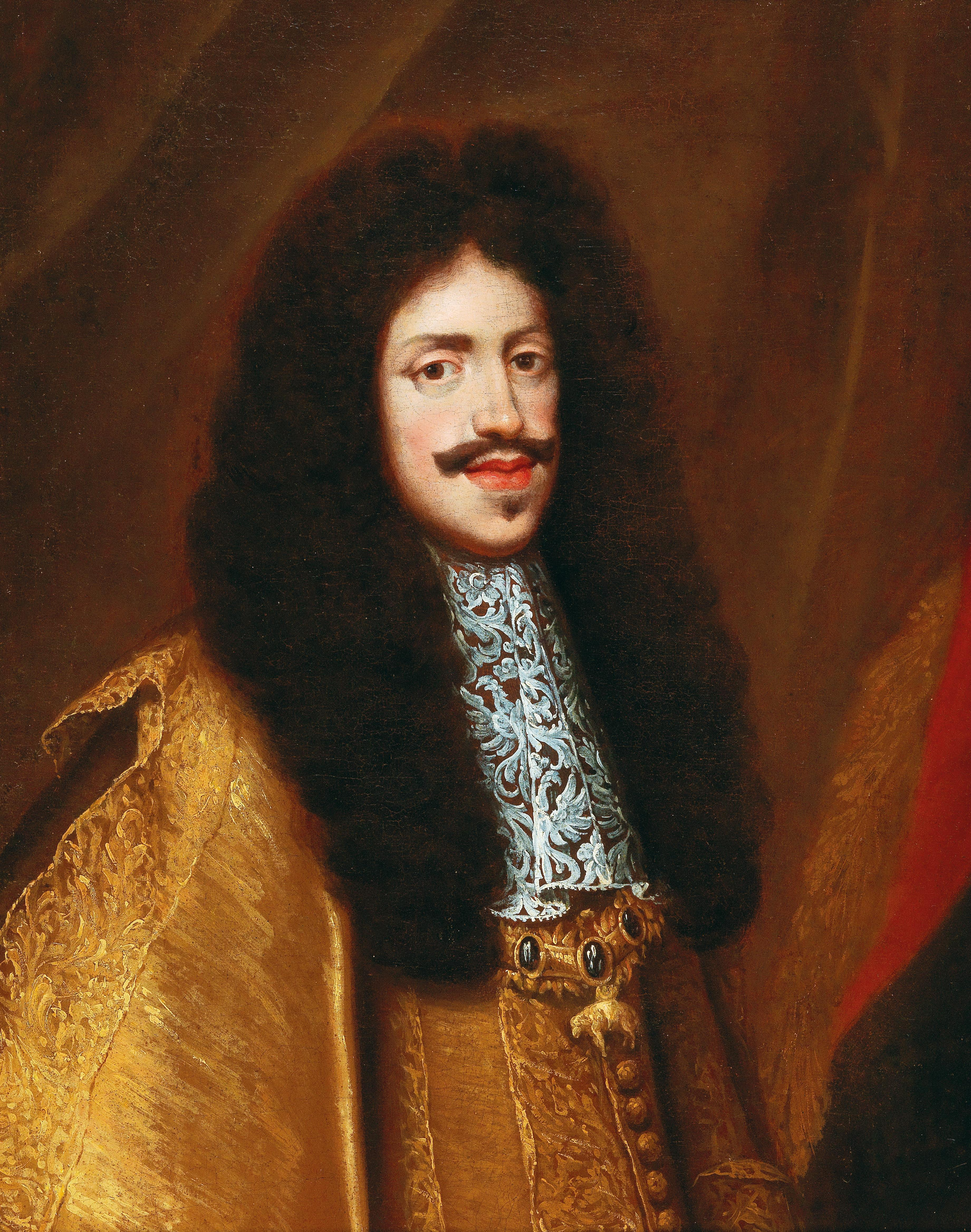
Leopold I Habsburg

Do planów powołania uniwersytetu na Śląsku powrócono dopiero dwa wieki później z inicjatywy cesarza Leopolda I Habsburga, który 1 października 1701 roku podpisał w Wiedniu akt fundacyjny, zwany jako Aurea bulla fundationis Universitatis Wratislaviensis, powołujący do życia uniwersytetu, który otrzymał nazwę od imienia władcy – Leopoldiny. Uczelnia ta bazująca na doświadczeniach założonego w 2. połowie XVII wieku kolegium prowadzonego przez zakon jezuitów składa się z dwóch fakultetów (wydziałów): teologii katolickiej i filozofii. Mimo usilnych starań władcy nigdy nie udało się utworzyć pozostałych dwóch wydziałów: prawa i medycyny, przez co uczelnia posiadała tylko rangę akademii.
Akademia zainaugurowała swoją działalność w dniu cesarskich imienin – 15 listopada 1702 roku w budynku dawnego zamku cesarskiego we Wrocławiu. W 1724 roku w murach uczelni studiowało około 1300 studentów. Uczelnia cieszyła się wszystkimi tradycyjnymi przywilejami uniwersytetów europejskich tego okresu. W 1728 roku jezuici przystąpili do budowy właściwego gmachu głównego akademii w miejscu zburzonego wcześniej zamku piastowskiego, podarowanego im wcześniej przez cesarza. Budynek ten stanowiący jedną z największych i centralnych struktur architektonicznych Wrocławia, usytuowano nad brzegiem Odry. Mimo to obiekt ten nigdy nie został dokończony w zaplanowanej pierwotnej postaci, w wyniku wybuchu wojen śląskich w 1740 roku oraz konsekwencji terytorialno-politycznych po jej zakończeniu, ponieważ Dolny Śląsk stał się wówczas częścią Prus.

### UniwersytetViadrinawe Frankfurcie nad Odrą (1506–1811)
Uniwersytet we Frankfurcie nad Odrą został założony 26 kwietnia 1506 roku przez księcia elektora brandenburskiego Joachima I. Od początku istnienia był uczelnią o pełnych uprawnieniach uniwersyteckich. Posiadał cztery wydziały: Filozoficzny, Medyczny, Prawniczy i Teologiczny (początkowo katolicki, a potem protestancki).

## Königliche Universität zu Breslau i Schlesische Friedrich-Wilhelms-Universität, czyli Uniwersytet Wrocławski (1811–1945)

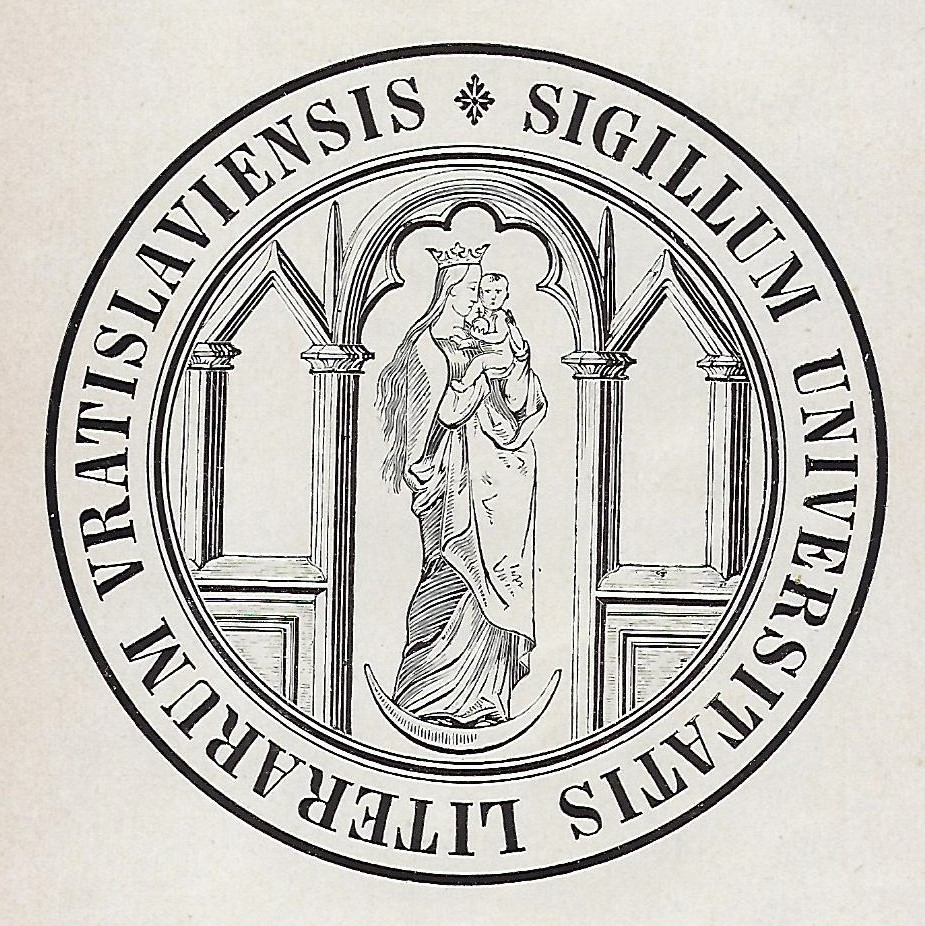
Pieczęć Uniwersytetu Wrocławskiego, 1816–1911

Znaczącym wydarzeniem było reorganizacja uczelni dokonana dwoma rozkazami gabinetowymi z 24 kwietnia i 3 sierpnia 1811 roku przez króla Prus Fryderyka Wilhelma III Hohenzollerna. Zgodnie z literą pierwszego przeniesiono z Frankfurtu nad Odrą do Wrocławia pełny, czterowydziałowy Uniwersytet Viadrina (założony w 1506 roku), łącząc go – w myśl drugiego – z wrocławską Akademią Leopoldyńską. Uniwersytet kontynuował działalność obu uczelni, w związku z czym składał się aż z pięciu wydziałów:
1. Wydział Filozoficzny (niem. Philosophische Fakultät) – powstały z połączenia wydziałów wrocławskiego i frankfurckiego[12],
2. Wydział Medyczny (niem. Medizinische Fakultät) – przeniesiony z Frankfurtu[13],
3. Wydział Prawniczy (niem. Juristische Fakultät) – przeniesiony z Frankfurtu[14],
4. Wydział Teologii Ewangelickiej (niem. Evangelisch-theologische Fakultät) – przeniesiony z Frankfurtu[15],
5. Wydział Teologii Katolickiej (niem. Katholisch-theologische Fakultät) – odziedziczony po Akademii Leopoldyńskiej[16].

Przeprowadzka Viadriny związana była z utworzeniem Uniwersytetu Berlińskiego (dzisiejszego Uniwersytetu Humboldtów). Na pierwszym semestrze roku akademickiego 1811/1812 we Wrocławiu studiowało 218 studentów (w tym 151 z połączonych uczelni: 94 z Leopoldiny i 57 z Viadriny oraz 68 nowo immatrykulowanych, 1 wkrótce odszedł), zaś w momencie jego inauguracji kadra naukowa liczyła 38 profesorów (13 z Leopoldiny, 10 z Viadriny i 15 nowo zatrudnionych) i 4 docentów prywatnych. Rektorem (Rector Magnificus) zreorganizowanego uniwersytetu i dziekanem Wydziału Medycznego został 1 października 1811 prof. dr Carl August Wilhelm Berends, profesor medycyny na Viadrinie. Uczelnia początkowo nosiła łacińską nazwę Universitas literarum Viadrina, zaś od 1816 roku Universitas literarumVratislaviensis (niemiecka nazwa brzmiała: Königliche Universität zu Breslau), aż do 1945 używając tradycyjnej symboliki frankfurckiej Viadriny. W 1911 roku, w setną rocznicę istnienia, otrzymała ona nazwę Schlesische Friedrich-Wilhelms-Universität. Przez cały okres niemieckich rządów (do 1945) wrocławska Polonia oraz polscy naukowcy i dziennikarze najczęściej używali rodzimej, lecz nieoficjalnej nazwy uczelni: Uniwersytet Wrocławski.

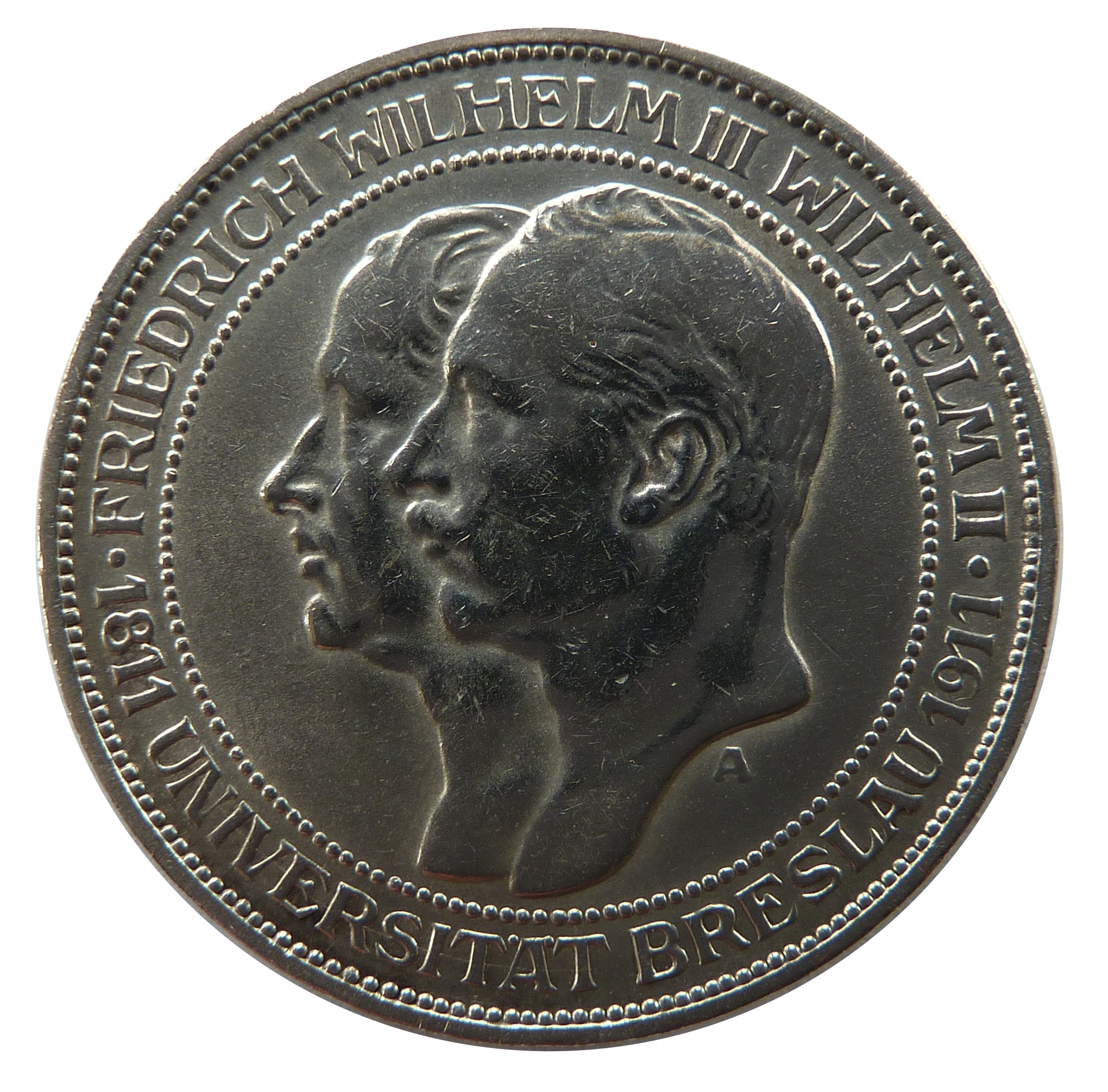
Awers pruskiej monety pamiątkowej (3 marki) z okazji stulecia Uniwersytetu Wrocławskiego (Fryderyk Wilhelm III Pruski i Wilhelm II Hohenzollern), 1911

Uniwersytet od XIX aż do pierwszej połowy XX wieku był oazą otwartości i tolerancji, a także przyciągał, obok niemieckich, również wielu czeskich, żydowskich oraz polskich studentów, zwłaszcza z regionów Śląska i Wielkopolski. W tym okresie wielu Polaków zajmowało wysokie stanowiska akademickie na uniwersytecie. Sytuacja ta jednak zmieniła się radykalnie w latach 1933–1939 po dojściu do władzy w Niemczech nazistów. W tym czasie nauczyciele akademicy i studenci innych narodowości niż niemiecka zostali usunięci z uczelni.
Zimą 1945 roku, w obliczu szybko zbliżającego się frontu wschodniego II wojny światowej, pracownicy uniwersytetu ewakuowali sprzęt i zasoby biblioteczne do Drezna. W ten sposób zakończył się niemiecki okres w historii edukacji uniwersyteckiej we Wrocławiu. Miesiące ciężkich walk o Wrocław w maju 1945 roku, przekształcony wówczas na Festung Breslau, doprowadziły do zniszczenia około 70% zabudowy miasta. Również gmach główny uniwersytetu uległ znacznemu zniszczeniu.

## Uniwersytet Wrocławski i Politechnika Wrocławska (1945–1952)
Na mocy porozumienia osiągniętego podczas konferencji poczdamskiej w sierpniu 1945 roku obszar Dolnego Śląska wraz z jego stolicą Wrocławiem stał się częścią państwa polskiego. Rozpoczął się nowy, polski okres w historii wyższej edukacji we Wrocławiu. Przez pierwsze sześć lat Uniwersytet Wrocławski funkcjonował w ścisłym instytucjonalnym i personalnym związku z Politechniką Wrocławską, zgodnie z treścią dekretu Tymczasowego Rządu Jedności Narodowej z 24 sierpnia 1945 roku o przekształceniu Uniwersytetu Wrocławskiego i Politechniki Wrocławskiej na polskie państwowe szkoły akademickie. Dekret określał, że w ich skład wchodzi sześć wydziałów uniwersyteckich (prawno-administracyjny, humanistyczny, matematyczno-przyrodniczy, lekarski z oddziałem farmaceutycznym, rolnictwa z oddziałem ogrodniczym) i cztery politechniczne (chemiczny, mechaniczno-elektrotechniczny, budownictwa, hutniczo-górniczy).
Po zniszczeniach wojennych uczelnie organizowali nauczyciele akademiccy i studenci, którzy w maju 1945 roku dotarli do Wrocławia, zabezpieczając gmachy uniwersyteckie i pomoce naukowe. Wielu spośród nich wywodziła się z Uniwersytetu Jana Kazimierza we Lwowie. Wykład inauguracyjny odbył się 15 listopada 1945 roku.
W latach 1949–1951 miała miejsce reorganizacja wrocławskiego środowiska akademickiego i wyodrębnianie się ze struktur Uniwersytetu i Politechniki Wrocławskiej czterech uczelni: Akademii Medycznej, Wyższej Szkoły Rolniczej, Politechniki Wrocławskiej i Wyższej Szkoły Wychowania Fizycznego.
W 1950 z okazji pięciolecia Uniwersytetu Wrocławskiego oraz Politechniki Wrocławskiej Zofia Gostomska-Zarzycka, członkini pionierskiej Grupy Naukowo-Kulturalnej, która zajmowała się przygotowaniem Biblioteki Uniwersyteckiej do ponownego uruchomienia, napisała kronikę Delegatury Ministra Oświaty we Wrocławiu w 1945. Bazowała m.in. na własnych wspomnieniach.

## Uniwersytet Wrocławski im. Bolesława Bieruta (1952–1989)
Uniwersytet rozpoczął nowy, samodzielny już rok akademicki 1951/1952 od reform strukturalnych. Na wniosek Rady Wydziału Humanistycznego, za zgodą Ministerstwa Oświaty, dokonano podziału wydziału na fakultety Filologiczny i Filozoficzno-Historyczny. W tym samym czasie nastąpiła redukcja katedr (m.in. Katedry Filologii Romańskiej, Angielskiej, Planowania Przestrzennego i Genetyki). Zmniejszeniu uległa także liczba kierunków nauczania. Innym następstwem oddzielenia się Politechniki od wspólnoty z Uniwersytetem było rozbicie wspólnego Wydziału Matematyki, Fizyki i Chemii na dwa fakultety: Matematyczno-Fizyczny, który pozostał przy Uniwersytecie (Politechnika utworzyła własny taki wydział), Wydział Chemiczny zaś włączono do Politechniki. Po dokonanych zmianach pod koniec roku akademickiego 1951/1952 liczba katedr uniwersyteckich zmniejszyła się do 66, samodzielnych pracowników (profesorów, docentów, zastępców profesorów) do 78, pomocniczych pracowników nauki do 247. Redukcje kierunków nauczania pociągnęły za sobą wyraźny spadek stanu liczebnego studentów, co było zwłaszcza widoczne na Wydziale Filozoficzno-Historycznym. Z początkiem 1952 roku na Uniwersytecie było ich 4584.

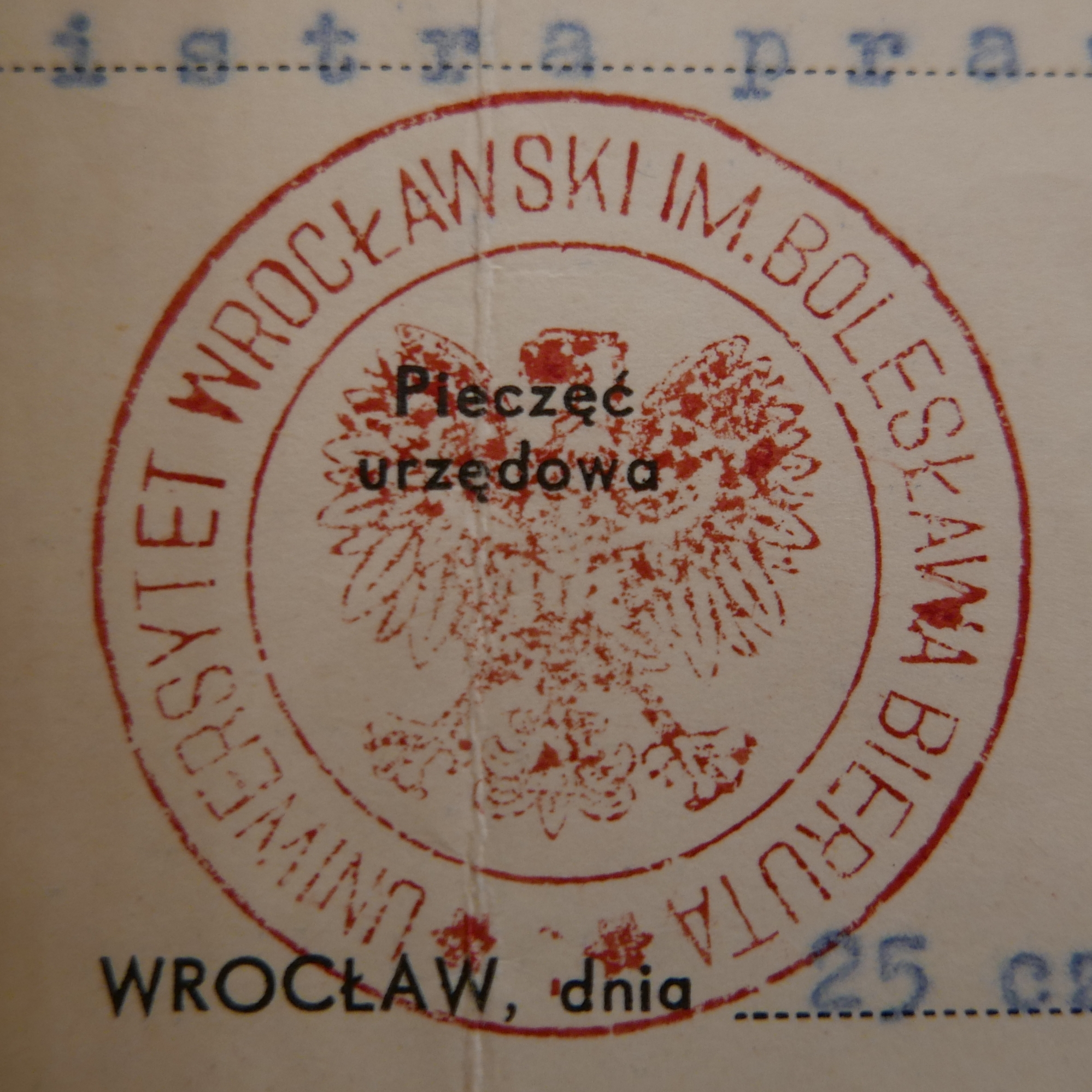
Pieczęć Uniwersytetu Wrocławskiego im. Bolesława Bieruta, 1952–1989

Uchwałą Rady Ministrów z 12 kwietnia 1952 roku Uniwersytet Wrocławski otrzymał imię Bolesława Bieruta. Rok akademicki 1954/1955 kończył pierwsze dziesięciolecie istnienia uczelni. W tym roku istniało na niej 5 wydziałów oraz studia: Wojskowe, Nauki Języków Obcych i Wychowania Fizycznego oraz 67 katedr. Znacznie wzrosła, ponieważ do 93 osób, liczba samodzielnych pracowników naukowych. Ponadto zatrudnionych było 231 pomocniczych pracowników nauki. Studia rozpoczęło 2688 studentów, w tym 129 studiów wieczorowych na 14 kierunkach. 15 listopada 1955 obchodzono uroczystości 10-lecia Uniwersytetu. W Auli Leopoldyńskiej odbyło się wspólne posiedzenie senatów wrocławskich uczelni, a po południu w Hali Ludowej zgromadzenie pracowników oraz studentów wrocławskich szkół wyższych. W roku akademickim 1954/1955 udało się także utworzyć Katedrę Chemii Nieorganicznej, która później weszła w skład reaktywowanego Wydziału Matematyki, Fizyki i Chemii.

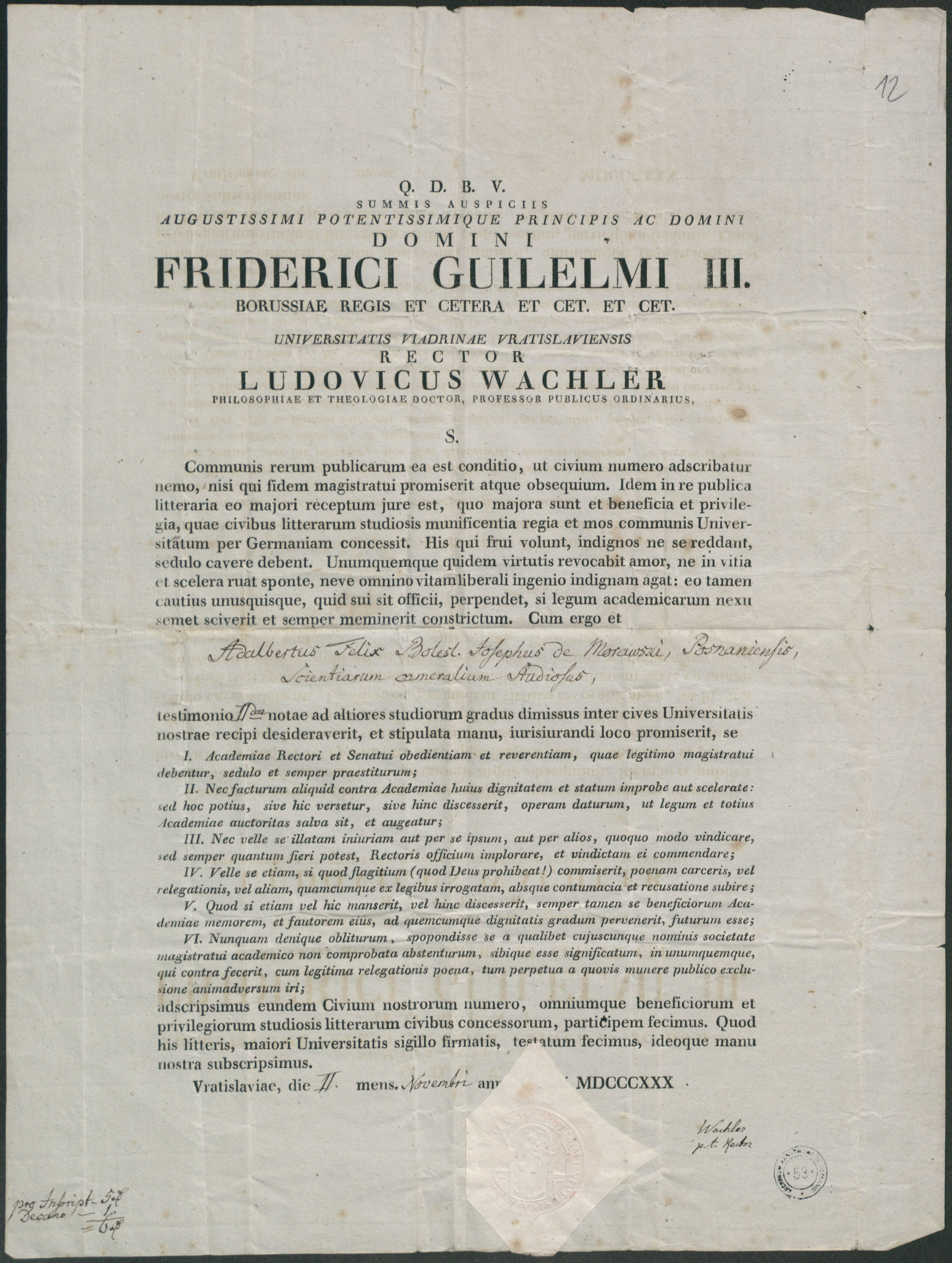
Dyplom ukończenia studiów na uczelni wrocławskiej przez Wojciecha Feliksa Morawskiego, 1830 (ze zbiorów Archiwum Państwowego w Poznaniu)

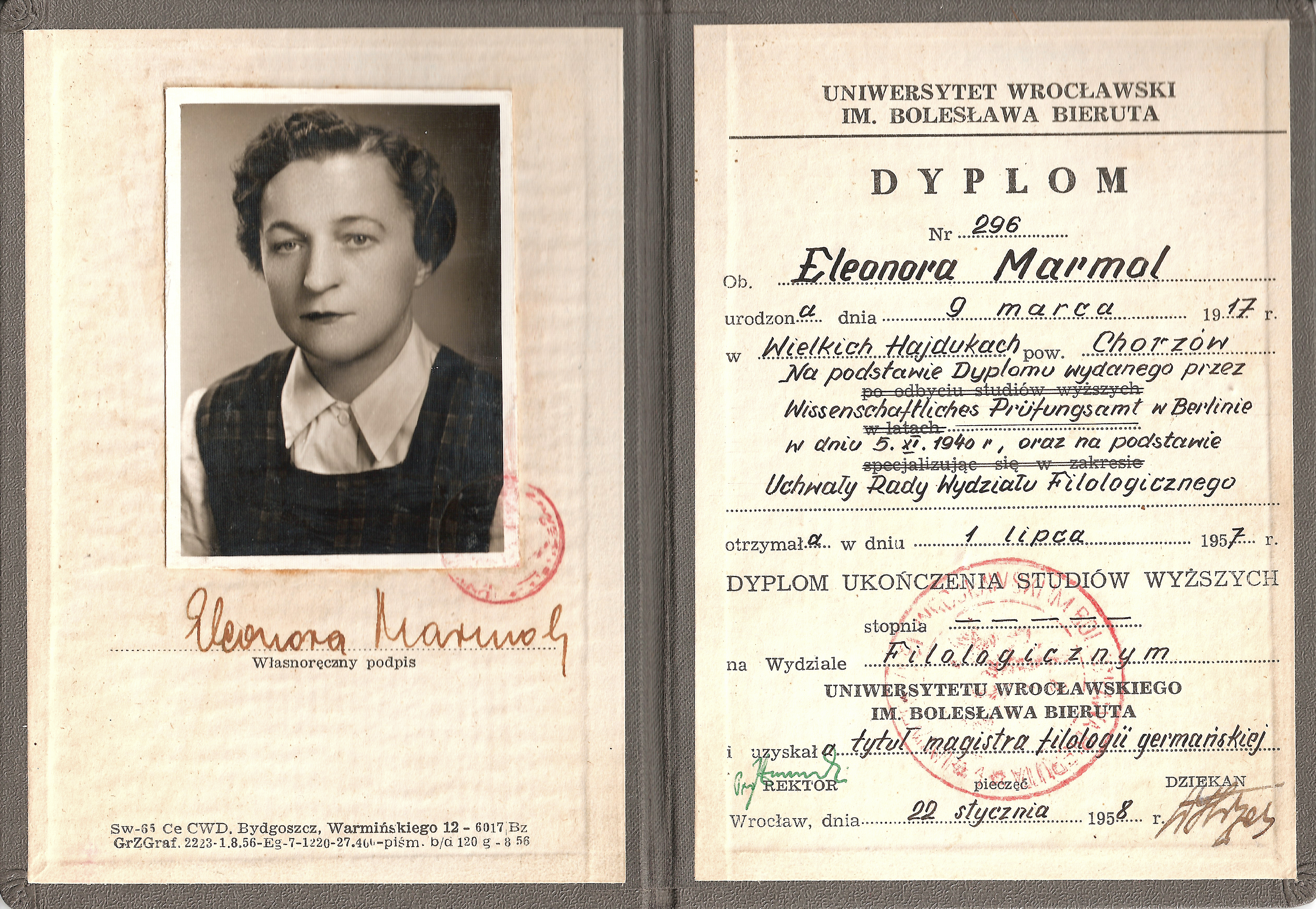
Dyplom wydany przez Uniwersytet Wrocławski, 1958

W nowych warunkach w systemie organizacyjnym Uniwersytetu dokonywały się znaczne zmiany, m.in. powstała Katedra Bibliotekoznawstwa (1 grudnia 1956 roku), Katedra Filologii Nowołacińskiej, wznowiła swoją działalność Katedra Filologii Romańskiej (październik 1957 roku). Ogólnie Wydział Filologiczny rozrósł się do 12 katedr. 10 września 1956 roku Sejm PRL uchwalił nowelizację ustawy o szkolnictwie wyższym z 1951 roku, demokratyzującą życie akademickie. Poszerzono wówczas kompetencje Rady Głównej, zwiększono kompetencje i samodzielność kierowników katedr, rad wydziałów i senatu. Rektor miał być wybierany przez senat na 3 lata.
Nowy rok akademicki 1956/1957 rozpoczął okres stałego wzrostu liczby studentów. Na egzamin wstępny zgłosiło się 1019 kandydatów, z czego egzamin zdało 760 osób, a 619 zostało przyjętych. Studia rozpoczęło 3896 studentów (o 707 więcej niż w poprzednim roku akademickim), w tym na studiach dziennych 2421, zaocznych 572 i eksternistycznych 903. W tym samym czasie nastąpiła poprawa sytuacji lokalowej Uniwersytetu. Decyzją Miejskiej Rady Narodowej we Wrocławiu przydzielono uczelni część budynku przy ul. Cybulskiego po niektórych biurach Komitetu Wojewódzkiego PZPR. Po następnych 34 latach, w czasie transformacji ustrojowej, Uniwersytet otrzymał zasadniczą część pomieszczeń po dawnej siedzibie partii.
Na fali odwilży październikowej na posiedzeniach rad wydziałowych i senatu występowano z żądaniem naprawienia krzywd, a także powrotu na uczelnię osób, które z powodów politycznych straciły pracę. Dzięki temu przywrócono do pracy prof. Wincentego Stysia, dra Karola Wolfkego, prof. Stanisława Huberta oraz wystąpiono z tych samych względów o docenturę dla dra Kazimierza Orzechowskiego i o profesurę dla Stefana Gumińskiego. Na Wydziale Filozoficzno-Historycznym powstały katedry: Archeologii Polski i Etnografii, Historii Sztuki Nowożytnej, a także wznowiły swoją działalność katedry Filozofii oraz Socjologii. Z dniem 1 stycznia 1957 roku postanowieniem Sekretariatu KC PZPR zlikwidowano katedry podstaw marksizmu-leninizmu, w tym także na wrocławskim uniwersytecie. Całkowita liczba katedr wzrosła do 79, a zakładów było 81. Liczba katedr na Wydziale Prawa nie zmieniła się. Natomiast na Wydziale
Nauk Przyrodniczych powstały Katedra Mikrobiologii (1956) i Katedra Biochemii (1959).
Nowy rok akademicki 1957/1958 Uniwersytet rozpoczynał jako trzeci w Polsce pod względem liczby prowadzonych kierunków studiów stacjonarnych (18). Wrocławska uczelnia sytuowała się tuż za Uniwersytetem Warszawskim i Jagiellońskim. Uniwersytet obejmował 6 instytutów, 5 zespołów katedr, 81 katedr, 5 domów studenckich oraz 3 stołówki, jak i również 19 budynków własnych. Poza tym przełom lat 50. i 60. XX wieku to okres przywrócenia stopni naukowych doktora i doktora habilitowanego.

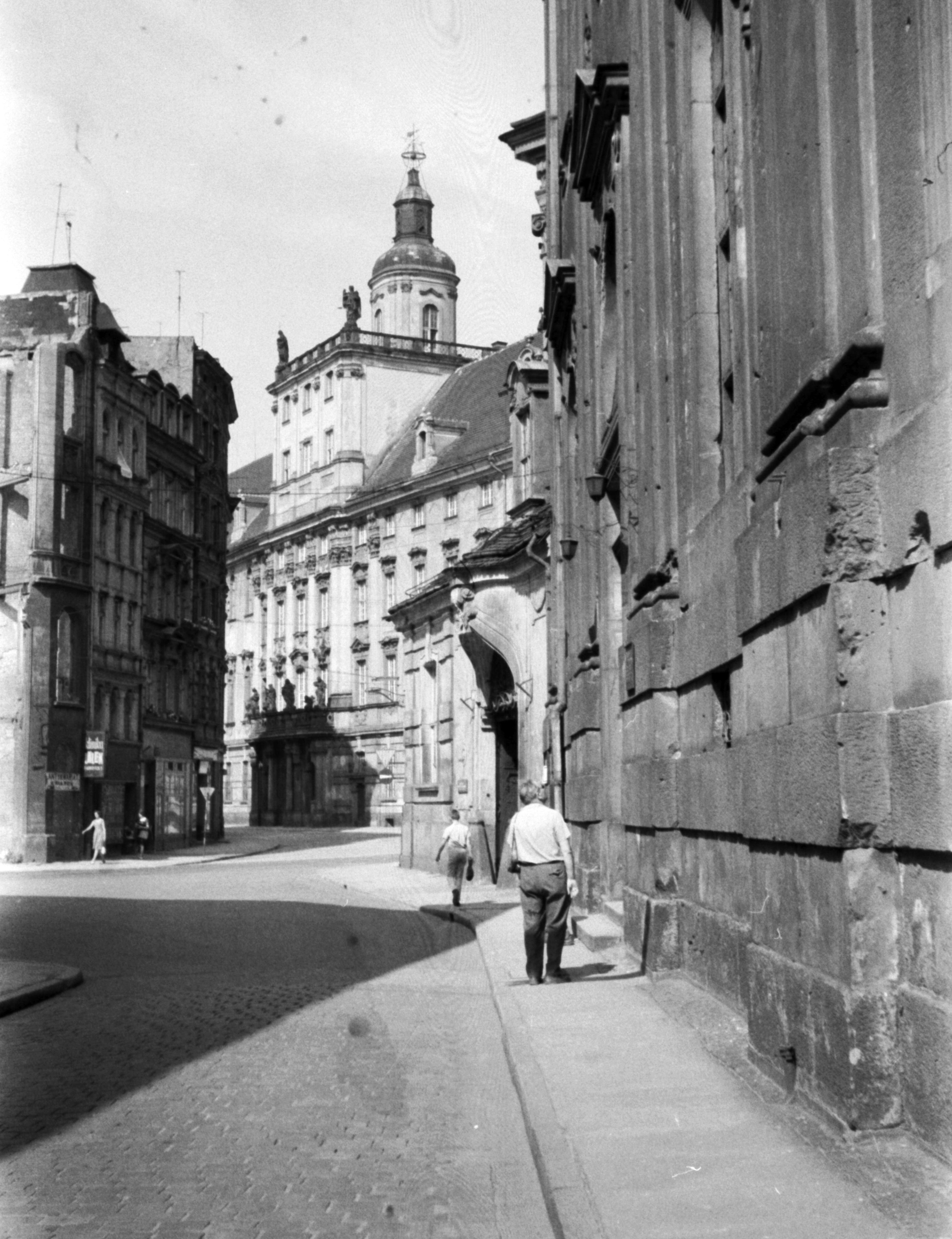
Plac Uniwersytecki, 1964

Rok akademicki 1964/1965 kończył drugie dziesięciolecie Uniwersytetu. Czas ten to walka o pozycję uczelni w mieście, regionie i w nauce polskiej, a także pozyskiwanie dotacji na jej działalność dydaktyczną, płace i odbudowę bazy lokalowej. Już w październiku 1963 roku rozpoczęto prace budowlane przy wznoszeniu domu akademickiego przy pl. Grunwaldzkim (Dwudziestolatka), a wiosną następnego roku zaczęto budowę nowego gmachu dydaktycznego Wydziału Prawa. Na początku roku akademickiego 1964/1965 zostało utworzone Międzywydziałowe Studium Nauk Politycznych, które swoimi wykładami miało objąć wszystkie kierunki.
W roku akademickim 1967/1968 wśród maturzystów spadło zainteresowanie studiami zaocznymi prawa i nauczycielskimi. 3 listopada 1967 roku rozpoczęto budowę gmachu dla Instytutu Matematyki i kontynuowano prace przy budynku dla Instytutu Chemii. W czasie Dni Wrocławia zostały wręczone nowe insygnia rektorskie (według projektu prof. Jabłońskiego z Warszawy), ufundowane przez Izbę Rzemieślniczą.
W marcu 1968 roku zaczęły się wydarzenia wiosny studenckiej, wywołane zdjęciem ze sceny Dziadów Adama Mickiewicza w reżyserii Kazimierza Dejmka w Warszawie, czego konsekwencją były wiece studentów, które zostały rozbite przez Milicję Obywatelską i Służbę Bezpieczeństwa. We Wrocławiu 12 marca odbył się wiec w Auli Leopoldyńskiej, a dwa dni później proklamowano trzydniowy strajk, który, w obliczu zagrożenia atakiem milicji, został przerwany 16 marca, a dzięki pertraktacjom rektora Alfreda Jahna i Zbigniewa Bożyczki z oficerem milicji zapewniono bezpieczeństwo studentom Uniwersytetu opuszczającym gmach główny. Protest studentów był wspierany przez znaczną część profesury i Rady Wydziałów. Represje wobec studentów w postaci aresztowań, usunięcia ze studiów i wcielenia do wojska zostały zminimalizowane dzięki zdecydowanej postawie rektora Jahna. Trzech pracowników Uniwersytetu – prof. Stanisław Hartman, dr Walerian Zientek oraz doc. Tadeusz Lachowicz zostało przeniesionych do placówek PAN.
Po burzliwej debacie 26 czerwca 1968 roku Senat Uniwersytetu Wrocławskiego zatwierdził nową, instytutową strukturę uczelni. Zarządzeniem Ministra Oświaty i Szkolnictwa Wyższego z 17 kwietnia 1969 roku z dotychczasowej sieci katedr powstały 22 instytuty, które miały funkcjonować w ramach wydziałów. Na Wydziale Filologicznym istniało 5 instytutów, 28 zakładów i 3 katedry wydzielone; na Filozoficzno-Historycznym – 2 instytuty, 10 zakładów i 5 katedr wydzielonych; Prawa i Administracji – 5 instytutów, 20 zakładów i 1 katedra wydzielona; Matematyki, Fizyki i Chemii – 5 instytutów, 31 zakładów; Nauk Przyrodniczych – 4 instytuty, 28 zakładów i 2 katedry wydzielone, a w Międzywydziałowym Studium Nauk Politycznych – 1 instytut oraz 3 zakłady. Jako placówki międzywydziałowe miały funkcjonować: Studium Praktycznej Nauki Języków Obcych, Studium Wojskowe, Studium Wychowania Fizycznego, Studium Kulturalno-Oświatowe. Nowa struktura uczelni została wprowadzona 1 września 1969 roku.
Rok akademicki 1970/1971 wypełniły uroczystości związane z 25-leciem polskiego uniwersytetu we Wrocławiu. Wśród nich wręczono uroczyste kilka doktoratów honoris causa, otwarto wystawę okolicznościową oraz wręczono uczelni sztandar ufundowany przez związki zawodowe. Końcowym akcentem obchodów było podpisanie długoterminowych umów o współpracy z uniwersytetami w Lipsku, Brnie i z Państwowym Instytutem Pedagogicznym w Wilnie. W 1970 roku zakończono budowę i oddano do użytku pierwsze od 1945 roku nowe budynki naukowo-dydaktyczne: Instytutu Chemii i Instytutu Matematyki. Ten ostatni zdobył tytuł Wrocławskiego Domu 1971 roku. W 1970 roku zostały także utworzone nowe jednostki: Wydawnictwo Uniwersyteckie oraz Centrum Obliczeniowe w Instytucie Matematyki.
W listopadzie 1971 roku rektor Włodzimierz Berutowicz został powołany na stanowisko ministra sprawiedliwości. Brak zdecydowanego stanowiska środowiska uniwersyteckiego w sprawie przedstawienia konkretnej kandydatury na nowego rektora wymusił chwilowe zastępstwo na tym stanowisku. Funkcję tę przejściowo pełnił prof. Antoni Opolski. Dopiero 2 lutego 1972 roku odbyła się uroczystość przekazania insygniów rektorskich nowemu rektorowi, prof. Marianowi Orzechowskiemu. W październiku 1973 roku utworzono na uczelni Pracownię Badań Regionalnych, która miała za zadanie prowadzić badania nad administracją lokalną, zarządzaniem gospodarką narodową oraz badania demograficzne.
Kontakty z Polonią zaowocowały otwarciem Wrocławskiej Letniej Szkoły Nauk Ścisłych, Kultury Współczesnej i Języka Polskiego, która od tego czasu corocznie organizuje szkoły letnie dla młodzieży polonijnej. W późniejszych latach szkoły te miały już charakter wyłącznie humanistyczny oraz przekształciły się we Wrocławską Szkołę Kultury i Języka Polskiego dla Cudzoziemców. W połowie lat 70. XX wieku znacząco wzrosła liczba studentów, w wyniku powstania nowych kierunków, a ich liczba w 1976 roku osiągnęła 18 222. W dalszym ciągu podejmowano próby poszerzenia współpracy z miastem czy też z zakładami pracy, którym deklarowano pomoc w rozwiązywaniu problemów specjalistycznych. Podpisano umowy o współpracy z Kombinatem Górniczo-Hutniczym w Lubinie (28 maja 1972) oraz Fabryką Samochodów Ciężarowych w Jelczu (30 maja 1972). Ponadto rozwijano współpracę międzynarodową, do czego przyczyniło się całe środowisko uniwersyteckie. Podpisano umowę o współpracy pomiędzy Uniwersytetem Wrocławskim a Uniwersytetem Lille III (4 grudnia 1973), Instytutem Pedagogicznym w Wilnie (grudzień 1973) i Uniwersytetem w Stony Brook (5 czerwca 1975).
W marcu 1974 roku przystąpiono do renowacji Auli Leopoldyńskiej, która miała polegać na konserwacji malowideł, zamontowaniu nowego ogrzewania i oświetlenia. Koniec prac przewidywano na listopad 1975 roku, czyli na obchody 30-lecia polskiego Uniwersytetu. Na uczelni rozpoczął działalność Ośrodek Badań Niemcoznawczych (1974), w którego skład wszedł Zespół do Badań nad Problematyką Faszyzmu i Zbrodniami Hitlerowskimi. Doceniając rozwój informatyki, Uniwersytet występował do ministerstwa o zgodę na powołanie takiego instytutu. 15 stycznia 1975 roku został oficjalnie utworzony Instytut Informatyki na Wydziale Matematyki, Fizyki i Chemii. 20 marca tego samego roku rozpoczął działalność Ośrodek Alliance Française, który prowadził naukę języka francuskiego, również dla mieszkańców Wrocławia, i ułatwiał kontakty z uczelniami i instytucjami kulturalnymi Francji.
W roku akademickim 1975/1976 roku rozpoczęły się uroczystości 30-lecia Uniwersytetu, w trakcie których przewodniczący Rady Państwa prof. Henryk Jabłoński udekorował Uniwersytet Wrocławski Orderem Sztandaru Pracy I Klasy. W styczniu 1977 roku została podpisana umowa z Kombinatem Geologicznym Zachód. W myśl umowy Uniwersytet zobowiązał się do prowadzenia badań naukowych na potrzeby zakładu, ten zaś miał wspierać finansowo owe badania oraz przyjmować studentów na praktyki.
Wydarzenia w Radomiu i Ursusie latem 1976 roku zostały oprotestowane przez część nauczycieli akademickich i studentów. W oparciu o te kręgi powstała opozycja polityczna na Uniwersytecie. Jej działalność doprowadziła do represji wobec niektórych nauczycieli akademickich. Z inicjatywy organizacji partyjnej Uniwersytet musiała opuścić m.in. prof. Mirosława Chamcówna. W grudniu 1977 roku powstał Studencki Komitet Solidarności, który prowadził szeroko rozwiniętą działalność we współpracy z innymi siłami opozycyjnymi w Polsce.
Prowadzono rozmowy z przedstawicielami uniwersytetów w Detroit, Clermont-Ferrandi Trieście celem podpisania umów o współpracy. W marcu 1978 r. Kolegium Rektorów Szkół Wyższych podjęło decyzję o przyznawaniu nagród wrocławskim uczonym za pracę na rzecz integracji środowiska, współpracy między uczelniami i instytucjami naukowymi. W grudniu 1979 roku na przedłużeniu pl. Grunwaldzkiego rozpoczęto budowę 19-kondygnacyjnego domu studenckiego Ołówek, którego projektantami byli Krystyna i Marian Barscy. Mimo to z roku na rok pogarszała się baza lokalowa i etatowa. W latach 1975–1979 Biblioteka Uniwersytecka oddała na potrzeby innych jednostek uniwersyteckich 891 m².
Sierpniowe strajki robotnicze uaktywniły środowisko akademickie, które na wiecu 30 sierpnia 1980 roku poparło żądania robotników. 8 września tego samego roku ukonstytuował się Komitet Założycielski Niezależnych Samorządnych Związków Zawodowych Pracowników Uniwersytetu, który za główne cele uważał walkę o praworządność oraz o autonomię. Na jego czele stanął dr Jerzy Czyżewski, a zastępcami byli Adolf Juzwenko, Aleksander Labuda i Wojciech Puławski. Wkrótce Komitet przekształcił się w Komitet Założycielski „Solidarności”.
Nowy rok akademicki 1980/1981 rozpoczęło 14 377 studentów. Niemal całkowicie zostały przerwane z powodów finansowych prace remontowe w tym budynków przy ul. Kuźniczej 21 i przy pl. Uniwersyteckim 9–13. Mimo to udało się zakończyć budowę hali sportowej w kompleksie przy ul. Przybyszewskiego. W 1981 roku środowisko akademickie Uniwersytetu Wrocławskiego domagało się zniesienia przywrócenia starej nazwy uczelni z pominięciem imienia Bolesława Bieruta.
Gorąca atmosfera polityczna lat 1980–1981 nie ominęła Uniwersytetu Wrocławskiego. W listopadzie 1981 roku uczelnia ta wstrząsana była strajkami solidarnościowymi. Popierano akcje protestacyjne studentów Wyższej Szkoły Inżynierskiej w Radomiu. 19 listopada 1981 rozpoczął się strajk okupacyjny Niezależnego Zrzeszenia Studentów Uniwersytetu.
Wprowadzenie stanu wojennego 13 grudnia 1981 roku kompletnie zaskoczyło społeczność akademicką. Tego samego dnia w gmachu głównym utworzono Komitet Strajkowy. W nocy z 14 na 15 grudnia do budynku włamało się kilkudziesięciu milicjantów oraz funkcjonariuszy Służby Bezpieczeństwa. Kilkudziesięciu strajkującym udało się ukryć, a pozostałych zatrzymano. Pierwsza fala internowań i aresztowań objęła studentów oraz pracowników uczelni. W następnych miesiącach główną troską władz uczelni były starania o zwolnienie z aresztu lub internowania pracowników i studentów zatrzymanych, a także z dążeniem do jak najszybszego uruchomienia zawieszonych zajęć dydaktycznych. Mimo tych wszystkich trudności 14 lipca 1982 roku została podpisana umowa o współpracy z Centrum Komputerowym Systemów Automatycznych Mera Elwro.
Po odwołaniu rektora Józefa Łukaszewicza 16 sierpnia 1982 roku przez ministra Benona Miśkiewicza, do dymisji podali się wszyscy prorektorzy, a 6 września tego samego roku wszyscy dziekani: Adam Chełmoński, Tadeusz Krupiński, Janina Ławińska-Tyszkowska, Roman Sobol (w zastępstwie dziekana), Jan Mozrzymas i Juliusz Ziomecki.
16 sierpnia 1982 roku minister powołał na stanowisko rektora Uniwersytetu prof. Henryka Ratajczaka. Na nowe władze uniwersyteckie presję wywierały władze polityczne, które domagały się ograniczenia zaangażowania pracowników i studentów Uniwersytetu w walkę o swoje prawa oraz w wystąpienia przeciwko władzom stanu wojennego. W styczniu 1983 roku Senat został poinformowany o wstrzymaniu budownictwa mieszkaniowego w okolicach gmachu głównego z przeznaczeniem tych terenów na potrzeby Uniwersytetu. Tereny przy ul. Więziennej zostały zarezerwowane dla Wydziału Prawa, a przy ul. Kuźniczej dla anglistyki. Zawarto też porozumienie o współpracy z uniwersytetami w Perugii, Lozannie i Tuluzie.
W roku akademickim 1983/1984 kontynuowano prace przy budowie dwóch domów studenckich: Ołówka i Kredki oraz rozpoczęto remont kamieniczek przy pl. Uniwersyteckim. Poza tym został kupiony dom wypoczynkowy w Rewalu. 4 maja 1984 roku elektorzy dokonali wyboru prof. Andrzeja Wiktora na rektora. Ministerstwo jednak nie zatwierdziło tego wyboru, ponieważ dotychczasowa działalność i postawa profesora nie gwarantuje właściwej realizacji zadań, a w szczególności w zakresie socjalistycznego wychowania studentów. Stąd też ostatecznie 12 czerwca tego samego roku rektorem wybrano prof. Jana Mozrzymasa. Inauguracja roku odbyła się 1 października 1984 roku. Nowy rok akademicki rozpoczęło 22 627 studentów i 1109 nauczycieli akademickich. Trudności finansowe uczelni prowadziły do stopniowej likwidacji agend w Zielonej Górze, Opolu, Wałbrzychu i Legnicy.
Początek 1985 roku przyniósł ze sobą zaostrzające się konflikty polityczne na Uniwersytecie oraz angażowanie się nauczycieli akademickich w sprawy polityczne, które nie wpływały dobrze na prace naukowe i dydaktyczne. Zauważalne od kilku lat braki kadrowe teraz ujawniły się w całej ostrości. Mimo tych trudności powoływano nowe jednostki. 1 kwietnia 1985 roku została utworzona Pracownia Atlasu Dolnego Śląska oraz Studium Intensywnej Nauki Języka Angielskiego dla Pracowników, realizującego program nauczania przy współpracy z British Council.
Zgodnie ze znowelizowaną ustawą o szkolnictwie wyższym ministerstwo przygotowało ocenę władz uniwersyteckich, która była w większości przypadków pozytywna z wyjątkiem: Romana Dudy – dziekana Wydziału Matematyki, Fizyki i Chemii, Krystyna Matwijowskiego – dziekana Wydziału Filozoficzno-Historycznego, Adama Galosa – dyrektora Instytutu Historii, Czesława Hernasa – dyrektora Instytutu Filologii Polskiej, Mieczysława Zlata – kierownika Katedry Historii Sztuki oraz Wojciecha Wrzesińskiego – kierownika Zakładu Historii PRL.
14 grudnia 1987 rektor wystąpił do ministra o utworzenie Wydziału Nauk Społecznych, w którego skład wchodziłyby jednostki: Instytut Nauk Politycznych, Katedra Socjologii, Historii Filozofii, Logiki i Metodologii Nauk oraz Pracownia Badań Regionalnych (później dołączyła Katedra Filozofii Marksistowskiej). Ostatecznie 14 czerwca tego samego roku Ministerstwo Edukacji Narodowej wyraziło pozytywną decyzję. W tym czasie kontynuowano budowę domów studenckich na pl. Grunwaldzkim i remont kamieniczek na pl. Uniwersyteckim. Przerwano natomiast prace przy odbudowie Sali Muzycznej – Oratorium Marianum. W tym samym roku rektorem wybrano prof. Mieczysława Klimowicza, który stwierdził, że głównym zadaniem uczelni jest kształcenie elit intelektualnych. Opowiadał się on także za zmianami programów nauczania, utrwaleniem obecnej struktury uczelni, podejmowaniem nowych badań centralnie sterowanych. We wrześniu 1987 roku rektor Klimowicz został wybrany przewodniczącym Kolegium Rektorów Wyższych Uczelni Wrocławia.
W roku akademickim 1987/1988 uruchomiono nowy kierunek – biotechnologię. Udało się obronić włączenie budowanych akademików Kredki i Ołówka do planu budownictwa mieszkaniowego za cenę utraty priorytetów w przyznawaniu materiałów budowlanych na te inwestycje. 1 września 1988 roku rozpoczął działalność nowy Wydział Nauk Społecznych. Miał on prowadzić trzy kierunki: nauki polityczne, filozofię i socjologię. 19 maja 1988 roku rektor powołał Społeczny Komitet Budowy Biblioteki Uniwersyteckiej, którego głównym zadaniem była promocja idei stworzenia nowej biblioteki. Zainicjowano współpracę z uniwersytetami w Bochum, Monachium, Lille III, Clermont-Ferrand oraz Uniwersytetem Technicznym w Pekinie. Pod koniec 1988 r. utworzono Fundację dla Uniwersytetu Wrocławskiego, co było możliwe dzięki dotacji KGHM w Legnicy.

## Uniwersytet Wrocławski (od 1989)
Dzięki staraniom władz uczelni, byłych rektorów i naciskom polityków, 29 maja 1989 roku Sejm PRL uchwalił ustawę o nadaniu Uniwersytetowi Wrocławskiemu im. Bolesława Bieruta nazwy „Uniwersytet Wrocławski”. W tym samym roku dobiegł końca także remont kamieniczek przy pl. Uniwersyteckim, które zostały przeznaczone na potrzeby Instytutu Bibliotekoznawstwa.
W 1990 roku nastąpiło znaczne poszerzenie bazy lokalowej Uniwersytetu. Po wielu rozmowach i przy wsparciu Wrocławskiego Komitetu Obywatelskiego oraz Regionalnej Komisji Wykonawczej Solidarności decyzją Wydziału Geodezji Urzędu Miejskiego we Wrocławiu z 17 stycznia 1990 roku przekazano Uniwersytetowi Wrocławskiemu budynek przy pl. Dąbrowszczaków 38. W marcu tego samego roku uczelnia otrzymał lokal przy ul. Odrzańskiej, przygotowywany na hotel z 22 miejscami. Powstały hotel przejęła w administrowanie Fundacja dla Uniwersytetu Wrocławskiego.
Na posiedzeniu z 26 września 1990 roku Senat uchwalił nową ordynację wyborczą, która ustalała wybory rektora i prorektorów przez Kolegium Elektorów, wyłonione w głosowaniu powszechnym pracowników i studentów. 22 października 1990 roku Kolegium Elektorów wybrało rektorem prof. Wojciecha Wrzesińskiego, który niedługo potem został także przewodniczącym Kolegium Rektorów Szkół Wyższych Wrocławia.
Początek 1991 roku oznaczał cięcia budżetowe, które dotknęły Uniwersytet. Odbiły się one na pracach remontowych budynku głównego (Sala Muzyczna) i inwestycjach (rozbudowa budynków dla kierunku chemia i ostatni etap budowy siedziby anglistyki). Nowe władze przystąpiły do prac nad reorganizacją struktury uczelni. Rozpoczęto zmiany w administracji, w których wyniku nastąpiłoby zmniejszenie kosztów jej funkcjonowania, a zwiększyłaby się efektywność oraz sprawność. 29 maja 1991 roku Senat uchwalił nowy Statut Uniwersytetu, który powstał na bazie starego z pewnymi poprawkami, a we wrześniu tego samego roku, po burzliwych dyskusjach, został uchwalony regulamin studiów.

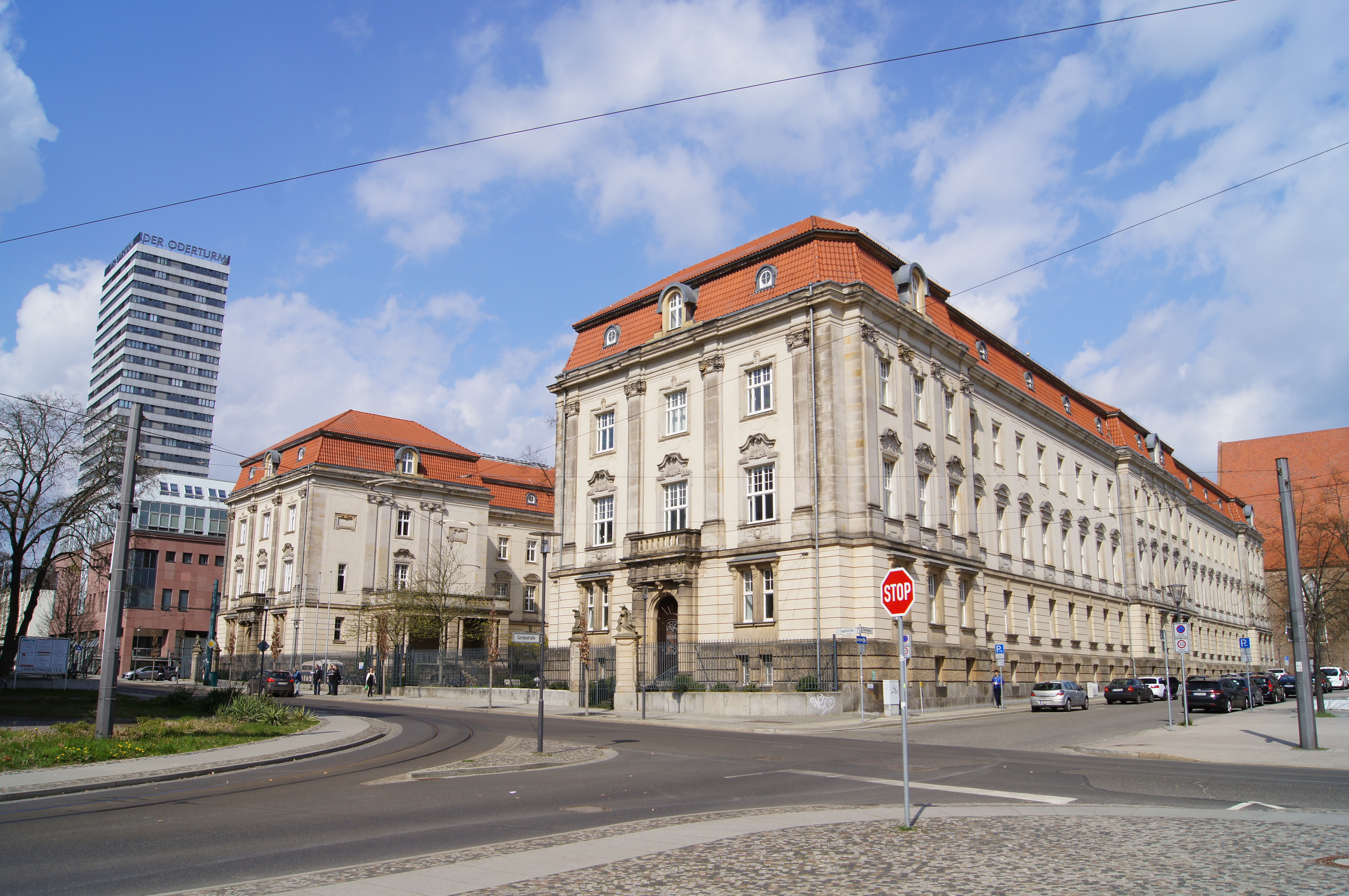
Uniwersytet Europejski Viadrina we Frankfurcie nad Odrą

Od roku akademickiego 1991/1992 rozpoczął się zmianami rekrutacji na studia. Znacznemu zwiększeniu uległa liczba studentów zaocznych, których opłaty za studia reperowały budżet uczelni. Zlikwidowano zakład remontowo-budowlany (1992) oraz Studium Wojskowe (15 maja 1991). Bardzo trudnym problemem dla ekipy rektorskiej było wyjaśnianie i uporządkowywanie tytułów własności nieruchomości należących do uczelni. Uniwersytet uzyskał zgodę władz miejskich na zatrzymanie działki przy pl. Grunwaldzkim do
2000 roku. Uregulowane zostały sprawy tytułu własności kompleksu przy ul. Przybyszewskiego i Domu Studenckiego Urszulanka przy pl. Nankiera. Ten ostatni został przekazany urszulankom, natomiast budynki przy ul. Przybyszewskiego pozostały przy Uniwersytecie, w myśl ugody z kardynałem Henrykiem Gulbinowiczem (tytuł własności dla Kościoła, dzierżawa na 50 lat na rzecz Uniwersytetu).
Tworzono również nowe jednostki, które wzbogacały ofertę uczelni. W maju 1991 roku zostało utworzone Centrum Badań Śląskoznawczych i Bohemistycznych, a rok później Ośrodek Badań Wschodnich. W sierpniu 1992 roku Oddział Zbiorów Muzealnych Archiwum Uniwersyteckiego został przekształcony w Muzeum Uniwersytetu Wrocławskiego. Senat w lutym 1994 roku podjął decyzję o utworzeniu Instytutu Historii Sztuki w miejsce dotychczasowej Katedry. Wydawnictwo Uniwersyteckie opublikowało w 1992 roku 215 tytułów w ramach 38 serii naukowych. Powstały pisma Zbliżenia (pismo publicystyczne zajmujące się problemami
polsko-niemieckimi) oraz Nasz Uniwersytet (miesięcznik informacyjny wydawany od stycznia 1992 roku).
Od roku akademickiego 1992/1993 decyzją Senatu zaczęto pobierać opłaty za studia zaoczne. W lipcu 1993 r. rozpoczęto budowę Wrocławskiej Akademickiej Sieci Komputerowej, która miała objąć wszystkie uczelnie i niektóre placówki PAN. Ponadto podpisano umowy o współpracy z uniwersytetami w Grazu, Groningen, Opawie, Lejdzie i Santiago. Uniwersytet Wrocławski włączył się aktywnie w organizację nowo powstającego Uniwersytetu we Frankfurcie nad Odrą. Dzięki współpracy z konsulem austriackim w Krakowie powstała we Wrocławiu Biblioteka Austriacka (otwarta 15 listopada 1993).
W styczniu 1993 roku Biblioteka Uniwersytecka otrzymała z Fundacji Mellona 465 tys. dolarów na komputeryzację. Mimo trudności uczelnia z pewnymi przerwami realizowała inwestycje na ul. Koszarowej, rozbudowę Instytutu Chemii, prace budowlane przy ul. Mieszka I i restaurację Sali Muzycznej. Prace te były częściowo realizowane ze środków pozabudżetowych. Podsumowując, w 1993 roku niedobory w budżecie uczelni wyniosły 86,3 mld złotych, wobec czego przyjęto program naprawczy, obejmujący drastyczne oszczędności, decentralizację środków finansowych, pozyskiwanie funduszy pozabudżedowych oraz zwiększenie dochodów z prowadzenia płatnej dydaktyki. Duże rozbieżności w ocenie sytuacji finansowej uczelni między Senacką Komisją Finansową a ekipą rektorską, przy braku możliwości uzgodnienia kompromisu między stronami, doprowadziły do złożenia dymisji przez rektora i prorektorów.
7 lutego 1995 roku odbyły się wybory, w których wyniku rektorem został prof. Roman Duda. Pierwsze decyzje nowej ekipy rektorskiej skoncentrowały się na uzdrowieniu finansów uczelni poprzez zmiany systemowe i działania doraźne. Te pierwsze
polegały na decentralizacji finansowania przez przekazanie 70% dotacji budżetowej pod kontrolę wydziałów. Pozostałe 30% przeznaczono na jednostki międzywydziałowe i rezerwę rektorską. Działania doraźne szły w kierunku zmniejszenia
zatrudnienia, m.in. poprzez likwidację Zakładu Usług Bytowych i Studium Wychowania Fizycznego, którego zadania przejęła Akademia Wychowania Fizycznego, a także redukcji etatów w administracji centralnej. Efektem tych zmian były dodatnie bilanse w latach 1997–1998.
Rok 1995 zapoczątkował podział dużego i prężnego Wydziału Matematyki, Fizyki i Chemii na Wydział Chemii oraz Wydział Matematyki i Fizyki. Ten ostatni podzielił się rok później na Wydział Fizyki i Astronomii oraz Wydział Matematyki i Informatyki. Odrębność poszczególnych dyscyplin, a także sytuacja kadrowa (duża liczba doktorów habilitowanych oraz profesorów tytularnych stanowiły główne powody podzielenia tego dużego wydziału).

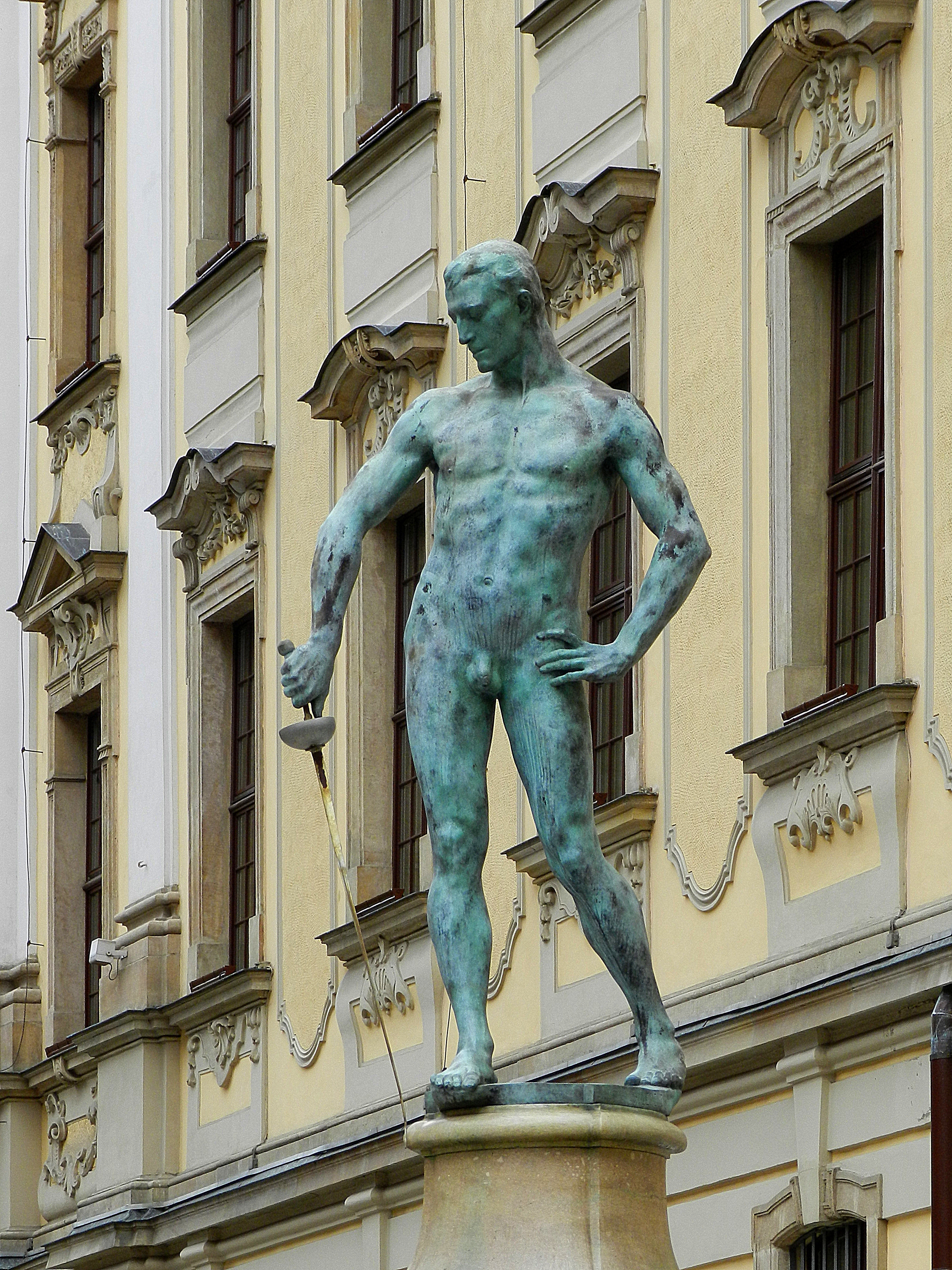
Fontanna „Szermierz” we Wrocławiu, 2013

W grudniu 1995 r. Uniwersytet Wrocławski przystąpił do Konferencji Rektorów Uniwersytetów Europejskich (CRE). 15 lipca 1996 roku zostało utworzone Międzywydziałowe Laboratorium Sieci i Oprogramowania, do którego zadań należy administrowanie Uczelnianą Siecią Komputerową, jak i również współpraca z jednostkami uczelnianymi w zakresie budowy i rozwoju lokalnych sieci komputerowych.
W 1998 roku utworzono nowy kierunek – ekonomię na Wydziale Prawa. Choć się o to starała ekipa rektorska i część Senatu, nie powstał Wydział Teologiczny, mający składać się z teologii katolickiej, prawosławnej oraz protestanckiej. W sprawach dydaktycznych podjęto liczne zmiany, jak wprowadzenie i upowszechnienie studiów licencjackich, ujednolicenie studiów doktoranckich, a także wprowadzenie Europejskiego Systemu Punktów Kredytowych, co otworzyło szerokie perspektywy do wymiany studentów z uniwersytetami Unii Europejskiej w ramach programu Erasmus-Socrates.
W pięcioleciu 1995–1999 powiększyła się i poprawiła baza lokalowa uczelni. Z ważniejszych zakończonych inwestycji należy wymienić: budynek dla fizyków i geologów przy pl. M. Borna oraz budynek C Wydziału Prawa i Administracji przy ul. Więziennej, który był w dużej mierze finansowany przez sam wydział. Zakończono restaurację Sali Muzycznej – Oratorium Marianum, tym samym likwidując materialne ślady zniszczeń wojennych. Kontynuowano remont gmachu głównego, osuszając fundamenty i pokrywając blachą
miedzianą cały dach. Pozyskano nowe działki budowlane: przy ul. Sienkiewicza dla Herbarium, przy ul. Uniwersyteckiej na bibliotekę Instytutu Historii oraz działkę wraz z budynkiem szkolnym przy ul. Kuźniczej.
Latem 1997 roku miasto dotknęła powódź tysiąclecia. Woda, która zalała Wrocław w lipcu tego roku przyniosła olbrzymie zniszczenia. 12 lipca 1997 fala powodziowa dotarła do Wrocławia, sięgając także budynków uniwersyteckich i niektórych magazynów bibliotecznych. Powódź objęła 35 jednostek uniwersyteckich, wśród których najbardziej ucierpiały budynki przy ul. Cybulskiego (geologia i fizyka), ul. Tamka 2 (biochemia molekularna), Biblioteka na Piasku, Biblioteka Wydziału Prawa przy ul. Uniwersyteckiej. Miesiąc wcześniej (5 czerwca 1997 roku) z Auli Leopoldyńskiej skradziono osiem olejnych portretów z XVIII i XIX wieku, przedstawiających osoby zasłużone dla Uniwersytetu.
W 2024 roku ze struktur Wydziału Filologicznego Uniwersytetu Wrocławskiego wyodrębniono Wydział Neofilologii i Wydział Komunikacji Społecznej i Mediów.